# Água Trajana
Água Trajana (em latim: Aqua Traiana), reconstruída muito depois como Água Paula (em latim: Acqua Paola), é um aqueduto romano construído no século I d.C. pelo imperador romano Trajano e inaugurado em 24 de junho de 109 d.C.. Ele coletava água em diversas fontes à volta do Lago Bracciano, a 40 km a noroeste de Roma, mas se arruinou no século XVI. Suas águas moviam as moendas no Janículo, incluindo um sofisticado complexo revelado por escavações na década de 1990 abaixo da Academia Americana em Roma. Algumas dessas moendas ficaram famosas quando os ostrogodos interromperam o aqueduto em 537 justamente para paralisá-las durante o primeiro cerco de Roma. Belisário restaurou o suprimento de farinha para a cidade utilizando moendas flutuantes no Tibre. 

## Distribuição da água em Roma
A inauguração da Água Trajana foi relatada nos Fastos Ostienses na data de 24 de junho de 109 com a afirmação que a água estava disponível "tota urbe salientem" — uma rede urbana de fontes e bacias que alcançava a cidade toda. Como esta distribuição foi possível é objeto de muita especulação, mas o autor Rabun Taylor, em sua obra "Public Needs and Private Pleasures", sugere que o aqueduto cruzava o Tibre numa ponte alta na região da moderna Ponte Sublício, contornando o monte Aventino e seguindo para o norte em direção ao monte Ópio.
A data de inauguração é importante também, pois foi apenas alguns meses antes da inauguração da "Naumaquia de Trajano" na planície do Vaticano e exatamente dois dias depois das Termas de Trajano, no monte Ópio.

## Renascimento como Água Paula
Camilo Borghese, eleito papa em 1605 como Paulo V, iniciou imediatamente as obras de reconstrução da Água Trajana, supervisionadas a partir de 1609 por Giovanni Fontana. Na época, os subúrbios de Roma a oeste do Tibre, incluindo a região do Vaticano, sofriam muito uma crônica falta de água. O novo papa convenceu o governo da cidade de Roma a pagar pela construção de um aqueduto para trazer mais água para a cidade.
Em 1612, o aqueduto foi completado com o nome inicial de Acqua Sabbatina ou Acqua Bracciano, mas acabou rebatizado de Acqua Paola em homenagem ao papa. Nem todas as fontes originais da Água Trajana estavam disponíveis para suprir água para o novo aqueduto. As fontes mais abundantes, em Santa Fiora, por exemplo, haviam sido desviadas muito tempo antes pelo duque Paulo Giordano Orsini para alimentar suas próprias moendas na cidade de Bracciano.
A fonte no final do aqueduto era geralmente chamada de Il Fontanone ("Fonte Grande") por causa de seu tamanho. Era um arco triunfal construído em mármore branco com colunas de granito sobre plintos altos. A maior parte do material foi saqueado do Fórum de Nerva. Originalmente, havia três grandes arcos centrais separados por colunas e um menor de cada lada. A água jorrava para dentro de cinco bacias na base de cada arco. O projetista foi o arquiteto preferencial de Paulo V, Flaminio Ponzio. Entre os escultores envolvidos na obra está Ippolito Buzzi, responsável pelo brasão dos Borghese (águia e o dragão suportados por putti).
Em 1690, o papa Alexandre VIII encomendou a Carlo Fontana, sobrinho de Giovanni, uma ampliação da fonte. Carlo trocou as cinco pequenas bacias por uma enorme piscina única, a Fontana dell'Acqua Paola, que adquiriu a aparência atual nesta época. 